# Gabriele Thiemann-Heinen
Gabriele Thiemann-Heinen, née le 2 janvier 1953 à Saint-Vith et morte le 16 décembre 2012, est une femme politique belge germanophone, membre du Christlich Soziale Partei.
Elle est commerciale diplômé, gérante d'un magasin et propriétaire d'un deuxième. 

## Fonctions politiques
- 1999-2014 : membre du parlement germanophone